# Agutis und Acouchis
Agutis und Acouchis (Dasyproctidae) sind eine Säugetierfamilie aus der Ordnung der Nagetiere. Die Systematik ist jedoch umstritten, oft werden zu dieser Gruppe auch noch die Pakas (Cuniculus)  dazugezählt. Genetische Untersuchungen haben jedoch gezeigt, dass sie nicht allzu nahe mit diesen verwandt sind.
Es gibt zwei Gattungen:
- Agutis (Dasyprocta)
- Acouchis, auch als Zwerg- oder Geschwänzte Agutis bezeichnet (Myoprocta)

Pakas und Agutis ähneln sich im Körperbau und im Aufbau der Zähne, die Unterschiede liegen im gefleckten Fell der Pakas gegenüber dem einfärbigen Fell der Agutis, in der Anzahl der Zehen der Vorderfüße (Agutis haben drei funktionale Zehen, Pakas vier) und in Details im Bau des Schädels.
Alle Arten dieser Familie sind auf Mittel- und Südamerika beschränkt. Sie haben stämmige Körper mit kräftigen Beinen, die in hufartigen Krallen enden und zum Laufen geeignet sind.